# Александровская лютеранская церковь
Александровская лютеранская церковь (Церковь памяти Императора Александра II) в Нарве — церковь, посвященная российскому императору Александру II. Построена в Нарве в 1881—1884 годах, в неороманском стиле. До войны являлась самым большим церковным строением в Эстонии. Автором проекта храма был академик Отто фон Гиппиус из Санкт-Петербурга.
Церковь была рассчитана на 2500 прихожан, но могла вместить до 5000 человек. Центральная часть церкви представляет собой восьмигранник. К главному помещению примыкают продольное здание и восьмигранная башня высотой 61 м. Высокая башня перед Второй мировой войной стала одним из символов города.
Александровская церковь была свидетелем драматической истории. В ноябре-январе 1919 года в ней находилось правительство Эстляндской Трудовой Коммуны.
Церковь пострадала во время военных действий в 1944 году, был разрушен её шпиль. В 1956 году при возвращении из ссылки пастора Эльмара Кулля началось восстановление храма, но в 1962 году храм забрали у прихода и превратили его в склад. Взамен приходу предоставили здание бывшей дизельной электростанции по улице Анвельта (ныне Кренхольми, 22). Это здание прихожане приспособили для проведения богослужений.
Первое богослужение после 32-летнего перерыва состоялось в июле 1994 года (приход входит в ЭЕЛЦ). 20 июня 2000 года вируский пробст Аво Киир признал Нарвский Александровский приход правопреемником трёх лютеранских приходов, существовавших в Нарве до второй мировой войны. Это послужило причиной для переименования церкви в собор.
Внесена в Государственный регистр памятников культуры Эстонии, по состоянию на 23 августа 2018 года находилась в плохом состоянии. В настоящее время ведутся восстановительные работы.

## Изображения
- Александровский собор в начале XX века
- Интерьер Александровского собора в начале XXI века
- Александровский собор. Восстановление колокольни